# Lijst van voetbalinterlands Albanië - Estland
Deze lijst van voetbalinterlands is een overzicht van alle officiële voetbalwedstrijden tussen de nationale teams van Albanië en Estland. De landen hebben tot op heden vier keer tegen elkaar gespeeld. De eerste ontmoeting, een vriendschappelijke wedstrijd, was in Tirana op 15 november 2003. Het laatste duel, eveneens een vriendschappelijke wedstrijd, vond plaats op 13 juni 2022 in de Albanese hoofdstad.

## Wedstrijden
| № | Plaats  | Datum            | Competitie        | Wedstrijd         | Uitslag |
| - | ------- | ---------------- | ----------------- | ----------------- | ------- |
| 1 | Tirana  | 15 november 2003 | Vriendschappelijk | Albanië – Estland | 2 – 0   |
| 2 | Tallinn | 28 april 2004    | Vriendschappelijk | Estland – Albanië | 1 – 1   |
| 3 | Tallinn | 14 november 2009 | Vriendschappelijk | Estland – Albanië | 0 – 0   |
| 4 | Tirana  | 13 juni 2022     | Vriendschappelijk | Albanië – Estland | 0 – 0   |

## Samenvatting
| Competitie        | Totaal gespeeld | Winst Albanië | Gelijk | Winst Estland | Doelsaldo Albanië – Estland |
| ----------------- | --------------- | ------------- | ------ | ------------- | --------------------------- |
| Vriendschappelijk | 4               | 1             | 3      | 0             | 3 − 1                       |
| Totaal            | 4               | 1             | 3      | 0             | 3 − 1                       |

Wedstrijden bepaald door strafschoppen worden, in lijn met de FIFA, als een gelijkspel gerekend.

## Details

### Eerste ontmoeting
| Vriendschappelijk (Tirana, Albanië, 15 november 2003): |              | |
| Albanië | 2 – 0        | Estland |
| Adrian Aliaj 26' Alban Bushi 81' | goals        | |
| Hans-Peter Briegel | bondscoach   | Arno Pijpers |
| Foto Strakosha 46' Elvin Beqiri Geri Çipi Lorik Cana Besnik Hasi Bledi Shkëmbi 46' Ardian Aliaj Altin Haxhi Bledar Mançaku 46' Igli Tare 46' Klodian Duro 67' | opstellingen | Mart Poom Enar Jääger Andrei Stepanov Raio Piiroja Erko Saviauk Martin Reim Kristen Viikmäe Marko Kristal 61' Indrek Zelinski 70' Meelis Rooba 70' Sergei Terehhov |
| Estref Billa 46' Ervin Skela 46' Alban Bushi 46' Altin Rraklli 46' Devi Muka 67' Arian Pisha 84'                                                              | wissels      | 61' Ott Reinumäe 70' Ragnar Klavan 70' Joel Lindpere |
| | gele kaarten | 57' Raio Piiroja |

### Tweede ontmoeting
| Vriendschappelijk (Tallinn, Estland, 28 april 2004):                                                                                                   |              | |
| Estland | 1 – 1        | Albanië |
| Kristen Viikmäe 80' | goals        | 51' Adrian Aliaj |
| Arno Pijpers | bondscoach   | Hans-Peter Briegel |
| Mart Poom Enar Jääger Andrei Stepanov Raio Piiroja Ragnar Klavan Taavi Rähn Meelis Rooba 73' Martin Reim Kristen Viikmäe Andres Oper Joel Lindpere 80' | opstellingen | 46' Ilion Lika Ardit Beqiri Nevil Dede Elvin Beqiri Ardian Aliaj Besnik Hasi 46' Altin Lala 46' Edvin Murati 90' Klodian Duro 67' Alban Bushi Igli Tare |
| Maksim Smirnov 73' Tarmo Kink 80' | wissels      | 46' Foto Strakosha 46' Altin Haxhi 46' Ervin Skela 67' Edmond Kapllani 90' Florian Myrtaj                                                               |
| | gele kaarten | 61' Igli Tare 78' Besnik Hasi 84' Ervin Skela |

### Derde ontmoeting
| Vriendschappelijk (Tallinn, Estland, 14 november 2009): |              | |
| Estland | 0 – 0        | Albanië |
| | goals        | |
| Tarmo Rüütli | bondscoach   | Josip Kuže |
| Sergei Pareiko Tihhon Šišov 46' Taavi Rähn 46' Raio Piiroja Dmitri Kruglov Ats Purje 89' Aleksandr Dmitrijev Konstantin Vassiljev Joel Lindpere Kaimar Saag 60' Kristen Viikmäe 46' | opstellingen | Isli Hidi 90+1' Armend Dallku Lorik Cana Debatik Curri Ansi Agolli Klodian Duro Ervin Skela 71' Elis Bakaj 75' Gilman Lika 75' Hamdi Salihi 88' Jahmir Hyka |
| Enar Jääger 46' Ragnar Klavan 46' Andrei Sidorenkov 46' Vladimir Voskoboinikov 60' Alo Bärengrub 89'                                                                                | wissels      | 71' Emiljano Vila 75' Gjergj Muzaka 75' Edmond Kapllani 88' Jetmir Sefa 90+1' Andi Lila                                                                     |
| | gele kaarten | 84' Debatik Curri |
| Raio Piiroja 45', 87' | rode kaarten | |